# Jaworzyna pod Furkaską
Jaworzyna lub Jaworzyna pod Furkaską – duża polana w Dolinie Chochołowskiej w polskich Tatrach Zachodnich. Położona jest na wysokości ok. 1250–1350 m n.p.m. na pochyłym grzbiecie Przysłopu odchodzącym od Parzątczaka we wschodnim kierunku. Grzbiet ten oddziela dolinę Głębowiec od Doliny Długiej. Na polanie Jaworzyna stały dawniej szałasy, polana była użytkowana, wchodziła w skład Hali Jaworzyna pod Furkaską, na której wypasano głównie bydło. Od nazwy hali pochodzi nazwa polany, często występująca w nazewnictwie tatrzańskim nazwa jaworzyna wskazuje, że dawniej musiały tutaj rosnąć jawory, obecnie jednak nie ma ich tutaj. Reglowe lasy w Tatrach to lasy wtórne, głównie świerkowe, przeobrażone w wyniku działalności człowieka. Z dna Doliny Chochołowskiej prowadzi przez polanę na Juraniową Przełęcz droga gruntowa.
Polana jest własnością Wspólnoty Leśnej Uprawnionych Ośmiu Wsi i znajduje się na obszarze TPN-u. Jest jedną z niewielu polan tatrzańskich, na których nadal odbywa się wypas (tzw. wypas kulturowy).